# المسلم الأمريكي (برنامج)
المسلم الأمريكي هو مسلسل تلفاز واقعي أمريكي عُرض على قناة تي إل سي. يتتبع البرنامج الحياة اليومية لخمس عائلات مسلمة شيعية لبنانية أمريكية في ديربورن بولاية ميشيغان، أكبر مجتمع مسلم في الولايات المتحدة. عُرض البرنامج التلفازي لأول مرة في 13 تشرين الثاني 2011 م.
ألغت قناة تل إل سي البرنامج بعد موسم واحد، وعلّلت ذلك بسبب انخفاض التقييمات.

## صيغة الحلقات
تتبع كل حلقة أفرادًا من عائلات مسلمة شيعية مختلفة يمرون بأحداث حياتهم اليومية، مع التركيز على كيفية تأثير إيمانهم على أفعالهم. يتخلل البرنامج مقابلات مع أفراد من فريق التمثيل، يشرحون فيها نقاطًا محددة من الإسلام وكيفية ارتباطها بالمواقف المختلفة. ويظهر أعضاء فريق التمثيل أيضًا في فقرات قصيرة حول طاولة مستديرة يناقشون فيها المبادئ العامة للإسلام فيما يتعلق بأحداث محددة صُورَت في الحلقة.

## الطاقم
- عائلة أمين: الوالدان محسن وليلى أمين وأبناؤهما البالغين سهيلة أمين، شادية أمين، بلال أمين، وسميرة أمين. لدى شادية ابن اسمه آدم أمين، وفي الحلقة الأولى تتزوج من جيف ماكديرموت الذي اعتنق الإسلام من الكاثوليكية للزواج من شادية. وسميرة متزوجة من علي فواز.
- عائلة عودة: نادر ونوال عودة رزقا بمولودهما الأول نسيم في الحلقة الرابعة.
- عائلة بزي الأحمد: علي ونينا بزي الأحمد لديهما ابن واحد هو أندريه.
- عائلة جعفر: مايك وأنجيلا جعفر لديهما أربعة أطفال، جينا، جوليا، جاد وريان.
- عائلة زبان: فؤاد وزينب زبان لديهما أربعة أطفال هم جميلة وآية ومحمد وفاطمة.[4]

## التطوير
طلبت تي إل سي من شركة شد ميديا [الإنجليزية] الأمريكية نسخة من المسلم الأمريكي في تموز 2011 م. كان الطلب الأولي هو ثماني حلقات مدة كل منها 30 دقيقة. تم تمديد مدة الحلقة لاحقًا إلى 60 دقيقة. قالت المديرة العامة لقناة تي إل سي، إيمي وينتر: "أردنا أن نظهر التنوع حتى داخل المجتمع المسلم. قد تختلف معتقدات هذه العائلات عن معتقداتكم، لكننا جميعًا نعيش حياة يومية متشابهة، ونأمل أن نسلط الضوء على ذلك."
قبل اتخاذ القرار بشأن ديربورن، أخذت تي إل سي في الاعتبار المجتمعات الإسلامية في سان دييغو وواشنطن وشمال فيرجينيا.

## الحلقات
| رقم الحلقة | عنوان الحلقة               | تاريخ العرض الأولي (ميلادي) | تاريخ العرض الأولي (هجري) |
| ---------- | -------------------------- | --------------------------- | ------------------------- |
| 1          | كيف تتزوج مسلمة            | 13 تشرين الثاني 2011        | 17 ذو الحجة 1432          |
| 2          | السرعة والغضب              | 20 تشرين الثاني 2011        | 24 ذو الحجة 1432          |
| 3          | مسلم يزور واشنطن           | 27 تشرين الثاني 2011        | 2 محرم 1433               |
| 4          | لقيمات ليلة الجمعة         | 4 كانون الأول 2011          | 9 محرم 1433               |
| 5          | المسلمون يمضون قُدمًا        | 11 كانون الأول 2011         | 16 محرم 1433              |
| 6          | فرصة للخلاص                | 18 كانون الأول 2011         | 23 محرم 1433              |
| 7          | اليوم الذي تغيّر فيه العالم | 1 كانون الثاني 2012         | 7 صفر 1433                |
| 8          | وقت حَرِج                    | 8 كانون الثاني 2012         | 14 صفر 1433               |

## الاستجابة النقدية والشعبية
بعد عرض الفيلم في جولة جمعية نقاد التلفاز [الإنجليزية] الصحفية لعام 2011، وصفت مجلة هوليوود ريبورتر الفيلم بأنه "مذهل". مع ملاحظة أن المشاركين اعتقدوا أن المسلسل لم يكن يهدف إلى التعليم، إلا أن مجلة هوليوود ريبورتر شعرت مع ذلك أن "مراقبة حياتهم ستعلمنا الكثير عن ثقافة الأمريكيين الذين يمارسون الإسلام وكيف أنهم متشابهون وفريدون من نوعهم". في مراجعة رسمية عقب العرض الأول للمسلسل، أعادت مجلة هوليوود ريبورتر التأكيد على ثناءها. مع التحذير من أن المسلسل قد يبدو مختلفًا تمامًا إذا ركز على المجتمعات الفلسطينية أو اليمنية الأكثر محافظة في ديربورن، وجدت مجلة هوليوود ريبورتر أن المسلسل "أصيل ومؤثر بلا شك" وأن المشاهدين سيخرجون بفهم أكبر للمجتمع المسلم الأمريكي.
حظي العرض الأول للمسلسل بمتابعة 1.7 مليون مشاهد. وانخفضت تقييمات المشاهدة للحلقات اللاحقة، حيث سجلت الحلقة التي بثت في 18 ديسمبر/كانون الأول 900 ألف مشاهد. بلغ متوسط عدد مشاهدي المسلسل مليون مشاهد لكل حلقة.

## جدل الرعاية
سُئلت المديرة العامة لقناة تي إل سي، إيمي وينتر، عن احتمالية رد فعل عنيف من الرعاة أثناء إنتاج المسلسل. أجابت، "عادةً ما نجد مع تي إل سي أن رد الفعل العنيف يحدث بمجرد أن نبدأ في تسويق شيء ما، وبمجرد أن يختبر المشاهدون العرض، نحصل على استجابة مختلفة تمامًا."
في 9 كانون الأول 2011، أرسل ديفيد كاتون [الإنجليزية]، المسيحي المولود من جديد، "المؤسس والموظف الوحيد" لجمعية عائلة فلوريدا [الإنجليزية]، رسائل بريد إلكتروني إلى شركات مختلفة، مدعيًا أن العرض عبارة عن دعاية مواتية للمسلمين وحثهم على سحب رعاتهم من العرض. وقد فعلت ذلك شركة خدمات المنازل لويز. نشرت جمعية عائلة فلوريدا بريدًا إلكترونيًا (وصفته شركة لويز بأنها "رسالة نموذجية") حيث لاحظت السلسلة اتصال جمعية عائلة فلوريدا وأبلغت المجموعة بأنها ستسحب إعلاناتها. وقال متحدث باسم سلسلة لويز إن القرار جاء بسبب "مخاوف أو شكاوى أو مشكلات من جوانب متعددة من طيف المشاهد" ولم تذكر جمعية عائلة فلوريدا على وجه التحديد. نشرت شركة لويز لاحقًا على حسابها على تويتر: "لم نسحب إعلاناتنا بناءً على شكاوى أو رسائل بريد إلكتروني من أي مجموعة بعينها. ليس من نيتنا أبدًا إقصاء أي شخص. تُقدّر لويز تنوع الأفكار لدى الجميع، بما في ذلك موظفينا وعملاؤنا المحتملون."
وردًا على قرار لويز، دعا المشاهير، ومن بينهم راسل سيمونز وميا فارو، إلى مقاطعة منافذ البيع بالتجزئة. اشترى سيمونز وقتًا إعلانيًا للحلقة المقرر بثها في 18 كانون الأول 2011. كما دعا الممثل والمدير المساعد السابق لمكتب المشاركة العامة في البيت الأبيض كال بين إلى المقاطعة. انتقد النائب كيث إليسون، أول مسلم يُنتخب لعضوية الكونجرس الأمريكي، قرار لويز "بدعم معتقدات جماعة الكراهية المتطرفة وليس عقيدة التعديل الأول". ودعا النائب جون كونيرز من ميشيغان شركة لويز إلى الاعتذار. اتصلت ممثلة ولاية ميشيغان رشيدة طليب بالمقر الرئيس للشركة، وأفادت بأن شركة لويز رفضت تغيير قرارها. كما أصدر عضو مجلس الشيوخ في ولاية كاليفورنيا تِيد ليو [الإنجليزية] نداءً لمقاطعة المنتجات، واصفًا تصرف شركة لويز بأنه "متعصب ومخزٍ وغير أمريكي". وأضاف أنه سوف يستكشف "الحلول التشريعية" إذا لم تتراجع شركة لويز عن قرارها، رغم أن القليل من الأفعال قد اُتخذ ضد لويز.
وانضم ناشطون مسلمون أميركيون وعرب أميركيون إلى الانتقادات. دعت اللجنة الأمريكية العربية لمكافحة التمييز أعضاءها إلى الاتصال بشركة لويز لحثها على التراجع عن موقفها. اجتمع فرع لوس أنجلوس التابع لمجلس العلاقات الأمريكية الإسلامية للنظر في الإجراءات المحتملة، بما في ذلك المقاطعة والاحتجاجات. أعلن المركز العربي للخدمات الاقتصادية والاجتماعية [الإنجليزية]، ومقره ديربورن، والشبكة الوطنية للمجتمعات العربية الأمريكية أنهما لن يقبلا التبرعات من شركة لويز بعد الآن.
بالرد على ذلك، صرحت شركة لويز قائلة: "كما تعلمون، أصبح برنامج تي إل سي 'المسلم الأمريكي' هدفًا لنقد الناس من مختلف الاتجاهات السياسية والاجتماعية وغيرها. وبعد هذا التطور، قامت عشرات الشركات بسحب إعلاناتها من البرنامج بدءًا من أواخر نوفمبر. وقد اتخذت لويز قرارها بوقف إعلاناتنا في 5 كانون الأول. وكما أوضحنا أمس، نحن ملتزمون بقوة بالتنوع والشمول، ونفخر بهذا الالتزام العميق والمتواصل. وإذا تسببنا في جعل أي شخص يشكك في هذا الالتزام، فنحن نعتذر."
وذكرت جمعية عائلة فلوريدا أن 65 شركة قامت بإزالة إعلاناتها من المسلسل، بما في ذلك كَاياك [الإنجليزية]. أصدر روبرت بيرج، مدير التسويق الرئيس في شركة كاياك، بيانًا يفيد بأن شركة تي إل سي "لم تكن صريحة" بشأن طبيعة المسلسل وأن قرار سحب إعلانات الشركة كان يعتمد جزئيًا على جودة المسلسل، الذي قال إنه "سيئ". وقد اعترضت ثلاث شركات، وهي شركة كامبل سوب [الإنجليزية]، وشركة سيرز هولدينجز، وبنك أميركا، على تأكيدات جمعية عائلة فلوريدا. وقالت شركة تي إل سي إن الدعم الإعلاني ظل قويًّا.
قام أحد أعضاء مجموعة العصيان المدني على الإنترنت أنونيموس باختراق موقع جمعية عائلة فلوريدا الإلكتروني ردًا على الجدل، وكشف عن معلومات شخصية عن المشتركين في النشرة الإخبارية لـجمعية عائلة فلوريدا والمانحين، وإدانة المجموعة بسبب "الكراهية والتعصب وإثارة الخوف تجاه المثليين والمثليات ومؤخرًا المسلمين الأمريكيين".
في 20 ديسمبر/كانون الأول 2011، تلقت شركة لويز عريضة تطالبها بإعادة النظر، تحتوي على 200 ألف توقيع. اجتمعت شركة لويز مع ممثلي مقدمي الالتماس لأكثر من ساعة لكنها رفضت طلبهم.

## روابط خارجية
- المسلم الأمريكي  في قاعدة بيانات الأفلام على الإنترنت (بالإنجليزية)